# Ghiacciaio Blue
Il ghiacciaio Blue è un ghiacciaio lungo circa 50 km situato nella regione centro-occidentale della Dipendenza di Ross, nell'Antartide orientale. Il ghiacciaio, il cui punto più alto si trova a circa 1200 m s.l.m., si trova nell'entroterra della costa di Scott e ha origine dal versante settentrionale della sella Armitage, nel versante orientale della dorsale Royal Society, da dove fluisce verso nord, separando la dorsale Royal Society, a ovest, dai colli Denton, a est, e virando poi verso nord-est per poi gettandosi nel canale McMurdo, poco a sud del ghiacciaio pedemontano Bowers.

Lungo il suo percorso, il flusso del ghiacciaio Blue è arricchito da quello di diversi altri ghiacciai, tra il Salient, l'Hooker e il Lister.

## Storia
Il ghiacciaio Blue è stato scoperto nel corso della spedizione Discovery, condotta dal 1901 al 1904 e comandata da Robert Falcon Scott, ed è stato così battezzato in virtù del colore particolarmente blu del suo ghiaccio al momento dell'osservazione.